# Antecima

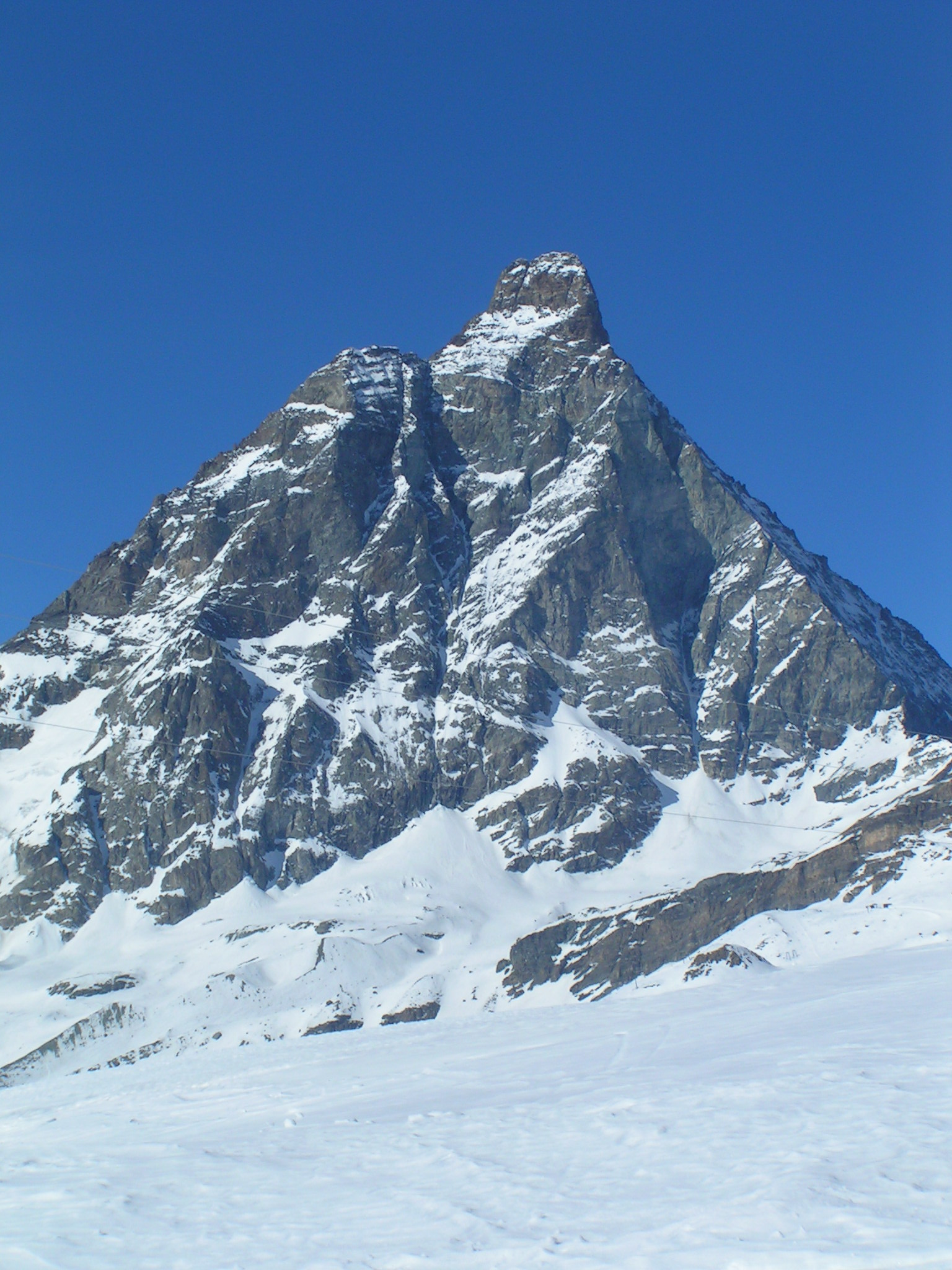
El Cervino, visto desde en Sur. A la izquierda de la fotografía se puede ver su antecima, el Pic Tyndall.

Una antecima o antecumbre, en morfología, es una elevación del terreno que queda a menor cota que la cumbre de una montaña a la que está unido. En italiano se le llama también sottocima ("sub-cima"), vetta secondaria ("cima secundaria"), spalla ("espalda"); en inglés, subpeak ("subpico") o secondary summit ("cumbre secundaria"); en francés, antécime; en alemán, Vorgipfel. En la enciclopedia Desnivel se diferencia la antecima de una cumbre subsidiaria o secundaria, ya que considera que ésta tiene una entidad propia, y la antecima, no. No obstante, normalmente se usan como sinónimos.
La antecima tiene normalmente un bajo aislamiento topográfico.

## Definición topográfica
Partiendo del concepto de prominencia topográfica, la UIAA ha definido que una elevación se llama montaña si tiene una prominencia de al menos 300 metros; se llama cima si tiene una prominencia de al menos 30 metros; en los casos en que haya una prominencia menor se habla de anticima, sub-cima, espalda, etc.
Puede expresarse gráficamente en la siguiente tabla:
| Término                            | Prominencia   |
| ---------------------------------- | ------------- |
| Anticima (sub-cima, espalda, etc.) | < 30 m        |
| Cima                               | de 30 a 300 m |
| Montaña                            | 300 m o más   |

## Excepciones
- El Mont Blanc de Courmayeur (4.765 m) - Teniendo una prominencia topográfica de sólo 27 metros y separado de hecho del Mont Blanc por el Colle Major (4.742 m), por su importancia histórica, morfológica y alpinística, está incluida dentro de las cuatromiles de los Alpes.